# Innenministerium Osttimors

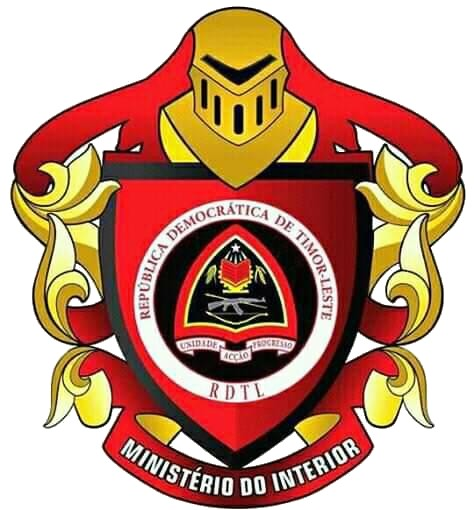
Ministerium für Inneres

Das Innenministerium Osttimors ist die osttimoresische Regierungsbehörde für die Innere Sicherheit des Landes zuständig. Die Leitung obliegt dem Innenminister des Landes. Der Sitz des Innenministeriums befindet sich zwischen der Rua da Catedral und der Avenida Mártires da Pátria, in Dilis Stadtteil Vila Verde.

## Ressort
| Das Innenressort in den verschiedenen Regierungen | |
| Regierung                                         | Ministerium |
| Regierung der FRETILIN/ Exilregierung             | Ministerium für Information, Inneres und Sicherheit                                                                             |
| I UNTAET                                          | Minister für Polizei und Notdienste                                                                                             |
| II UNTAET                                         | ? |
| I.                                                | Minister für Inneres tetum Ministériu Interiór portugiesisch Ministério do Interior                                             |
| II.                                               | Minister für Inneres tetum Ministériu Interiór portugiesisch Ministério do Interior                                             |
| III.                                              | Minister für Inneres tetum Ministériu Interiór portugiesisch Ministério do Interior                                             |
| IV.                                               | Minister für Verteidigung und Sicherheit tetum Ministériu Defeza no Seguransa portugiesisch Ministério da Defesa e da Segurança |
| V.                                                | Minister für Verteidigung und Sicherheit tetum Ministériu Defeza no Seguransa portugiesisch Ministério da Defesa e da Segurança |
| VI.                                               | Minister für Inneres tetum Ministériu Interiór portugiesisch Ministério do Interior                                             |
| VII.                                              | Minister für Verteidigung und Sicherheit tetum Ministériu Defeza no Seguransa portugiesisch Ministério da Defesa e da Segurança |
| VIII.                                             | Minister für Inneres tetum Ministériu Interiór portugiesisch Ministério do Interior                                             |
| IX.                                               | Minister für Inneres tetum Ministériu Interiór portugiesisch Ministério do Interior                                             |

Die Zuständigkeit für die innere Sicherheit in Osttimor wurde in den verschiedenen Regierungen des Landes unterschiedlich vergeben. Eine strikte Trennung von der äußeren Sicherheit ist nicht zwingend vorgesehen oder üblich, weswegen das Innenministerium immer wieder mit dem Verteidigungsministerium zusammengelegt wurde. In der VIII. Regierung führte Premierminister Taur Matan Ruak in Personalunion auch das Innenministerium. Die IX. Regierung hat mit Francisco da Costa Guterres einen eigenen Minister des Inneren.

## Aufgaben

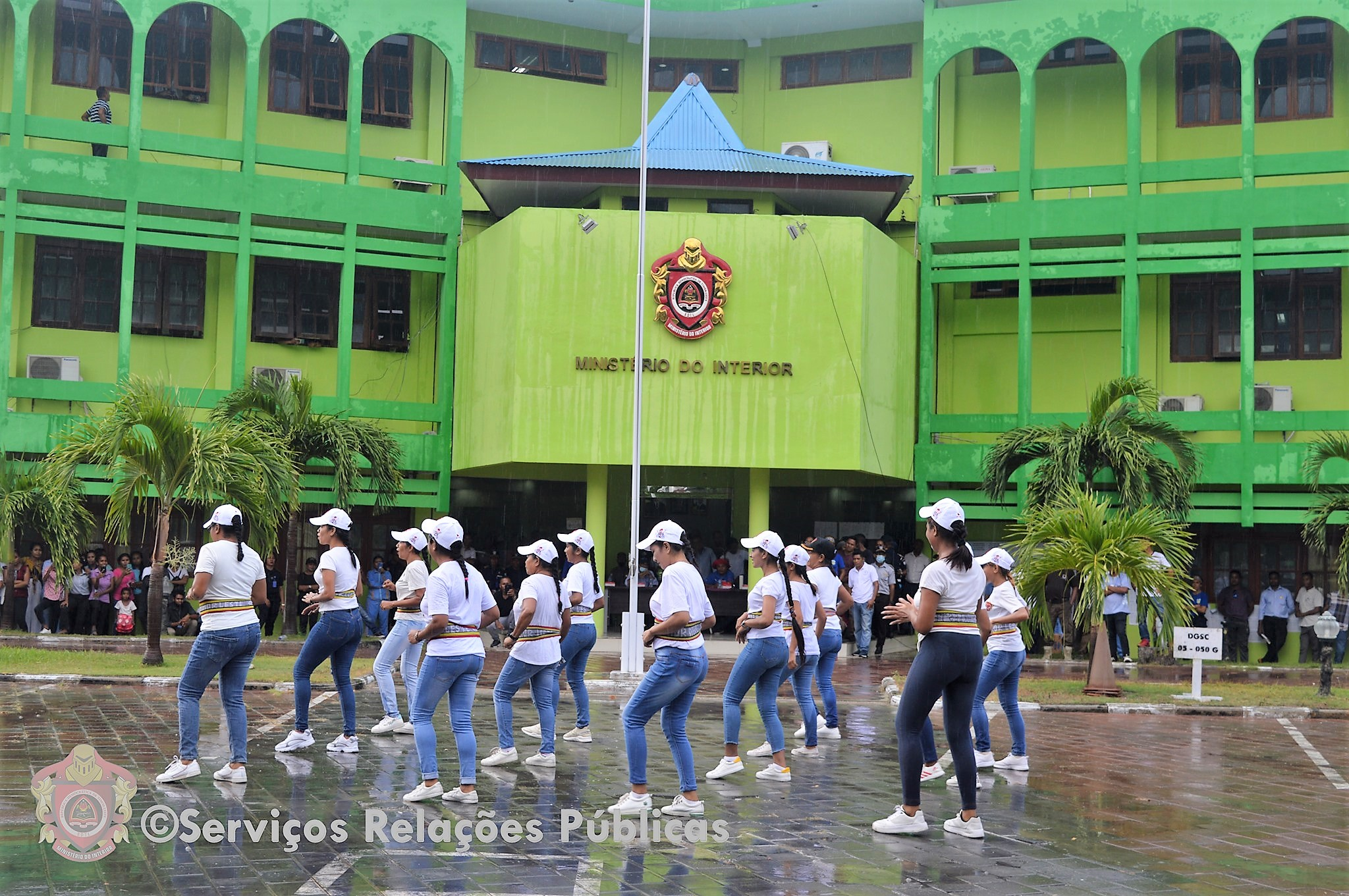
Das Innenministerium (2020)

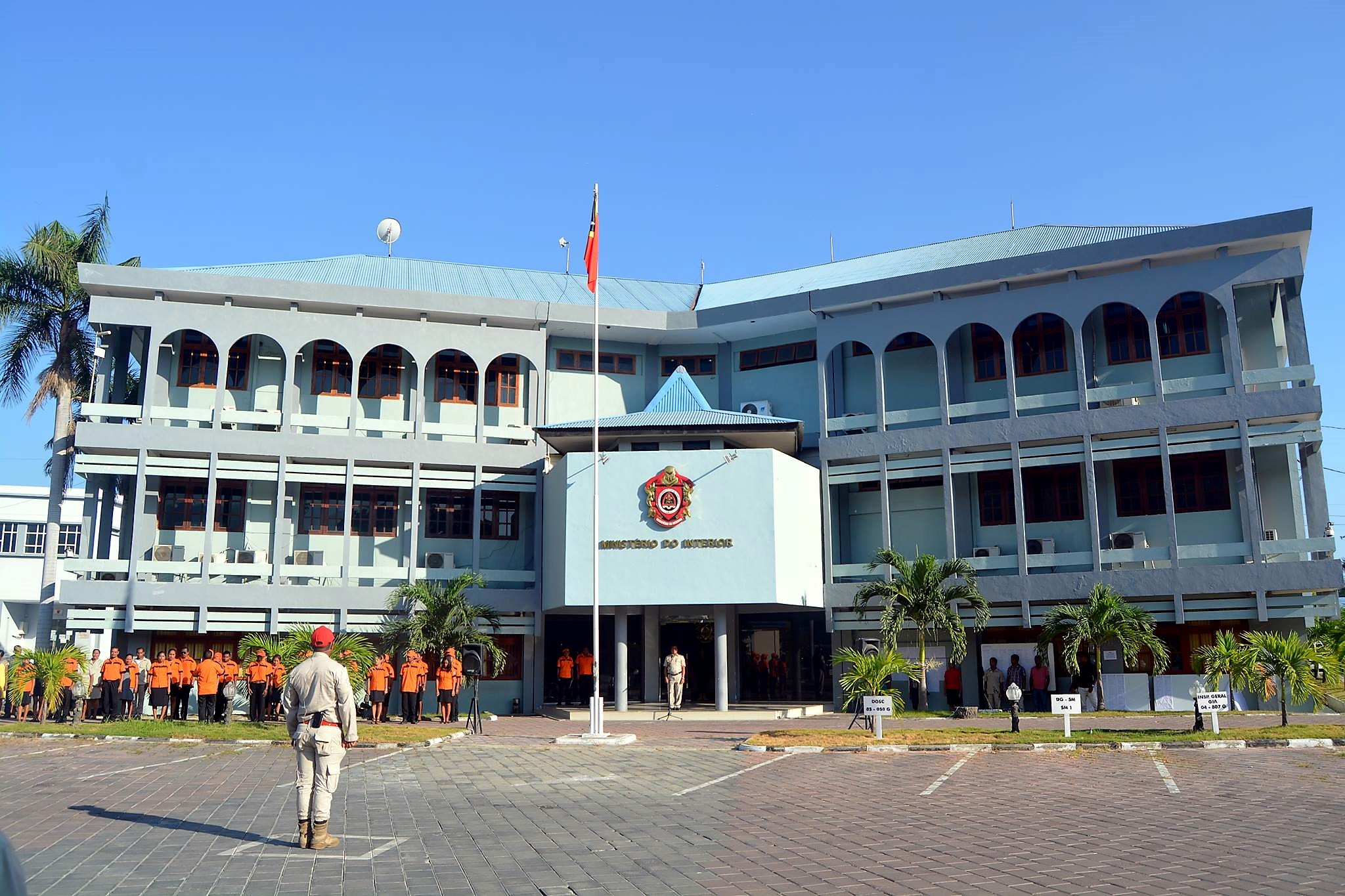
Das Innenministerium im alten Anstrich (2017)

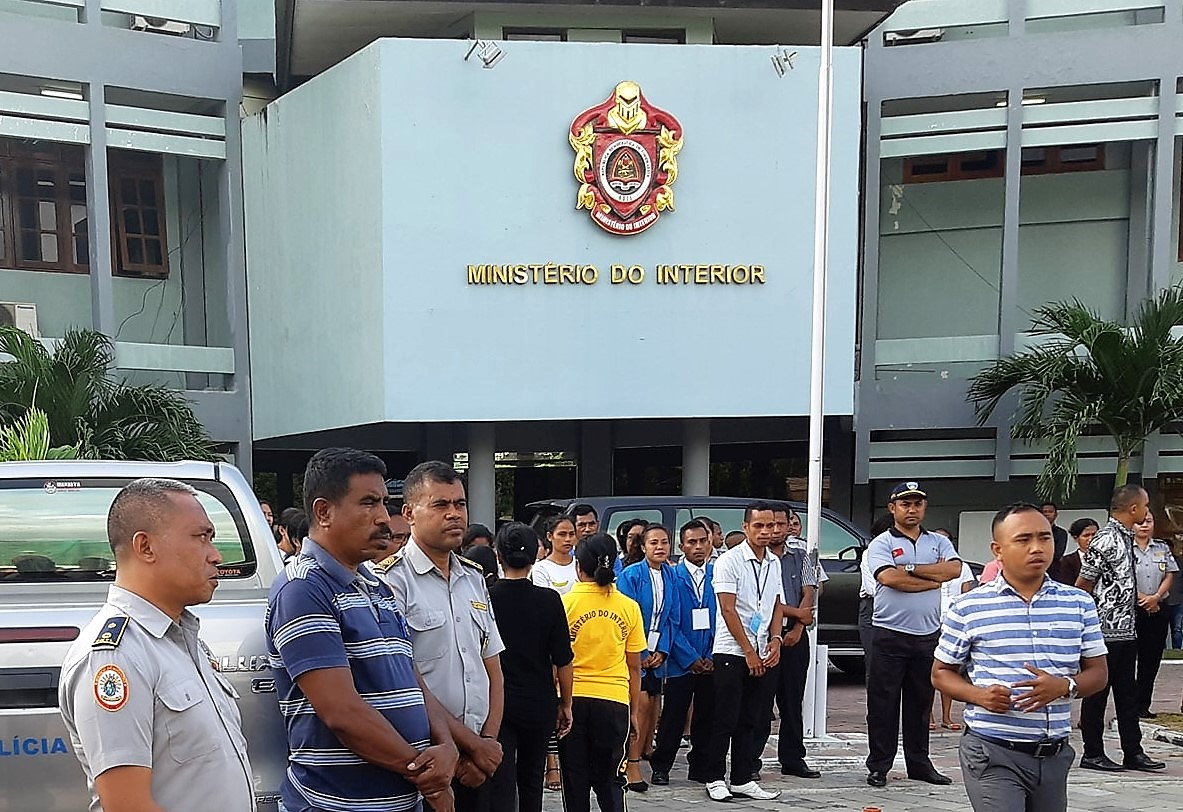
Der Eingangsbereich

Das Innenministerium ist das Organ der Zentralregierung, das für die Konzeption, Durchführung, Koordinierung und Bewertung der vom Ministerrat festgelegten und verabschiedeten Politik für die Bereiche innere Sicherheit, Migration und Grenzkontrolle, Katastrophenschutz und Polizei zuständig ist.
Es ist Aufgabe des Innenministers, die Politik im Bereich der inneren Sicherheit und des Katastrophenschutzes vorzuschlagen, zu koordinieren und umzusetzen, die Teilnahme an der Definition, Koordinierung und Durchführung der nationalen Sicherheitspolitik, der Entwurf der Vorschriften für die Bereiche, für die er verantwortlich ist, die Überwachung und Verwaltung der Sicherheitskräfte und -dienste, die Überwachung und Verwaltung der Katastrophenschutzbehörde, einschließlich der Feuerwehr, die Gewährleistung und Aufrechterhaltung des öffentlichen Rechts und der öffentlichen Ordnung, die Wahrung der Freiheit und Sicherheit der Menschen und ihres Vermögens, die Gewährleistung der Sicherheit von beweglichen und unbeweglichen Staatsgütern, Kriminalität verhindern und unterdrücken, die Kontrolle des grenzüberschreitenden Personenverkehrs, der Einreise, Anwesenheit, des Aufenthalts, der Abreise und der Ausweisung ausländischer Personen aus dem Hoheitsgebiet, die Kontrolle des Imports, der Produktion, des Handels, der Lizenzierung, des Besitzes und des Einsatzes von Waffen, Munition und Sprengstoffen, ohne Verletzung der Befugnisse anderer Regierungsstellen, die Regulierung, Überwachung und Kontrolle privater Sicherheitskräfte, die Überwachung der zivilen See- und Luftfahrt, die Verhinderung von Katastrophen und schweren Unfällen und Schutz und Unterstützung der betroffenen Bevölkerung bei Bränden, Überschwemmungen, Erdrutschen, Erdbeben und in allen Situationen, in denen sie gefährdet ist, in Abstimmung mit anderen zuständigen Stellen Programme zur politischen Bildung entwickeln, um Naturkatastrophen oder von Menschen verursachten Katastrophen zu begegnen und die soziale Solidarität zu festigen, die Koordinierung und Überwachung der kommunalen Sicherheitsräte, die Förderung der Entwicklung der Strategie zur Prävention, Vermittlung und Lösung von Gemeinschaftskonflikten, die Beziehungen zu anderen Ländern und internationalen Organisationen betreffs innerer Sicherheit zu gewährleisten, ohne Verletzung der Befugnisse des Außenministeriums, die Verhandlung internationaler Abkommen über innere Sicherheit, strafrechtliche Ermittlungen, Migration, Grenzkontrolle und Zivilschutz unter Führung des Präsidenten und des Premierministers, in Abstimmung mit dem Außenministeriums, koordinieren und überwachen von Kooperationsmaßnahmen mit internationalen Organisationen, Staaten oder Sicherheitskräften und -diensten anderer Länder, in Abstimmung mit dem Außenministerium.
Kraft Amtes ist der Innenminister Mitglied des Konsellu Superior Defeza no Seguransa (KSDS).

## Untergeordnete Behörden

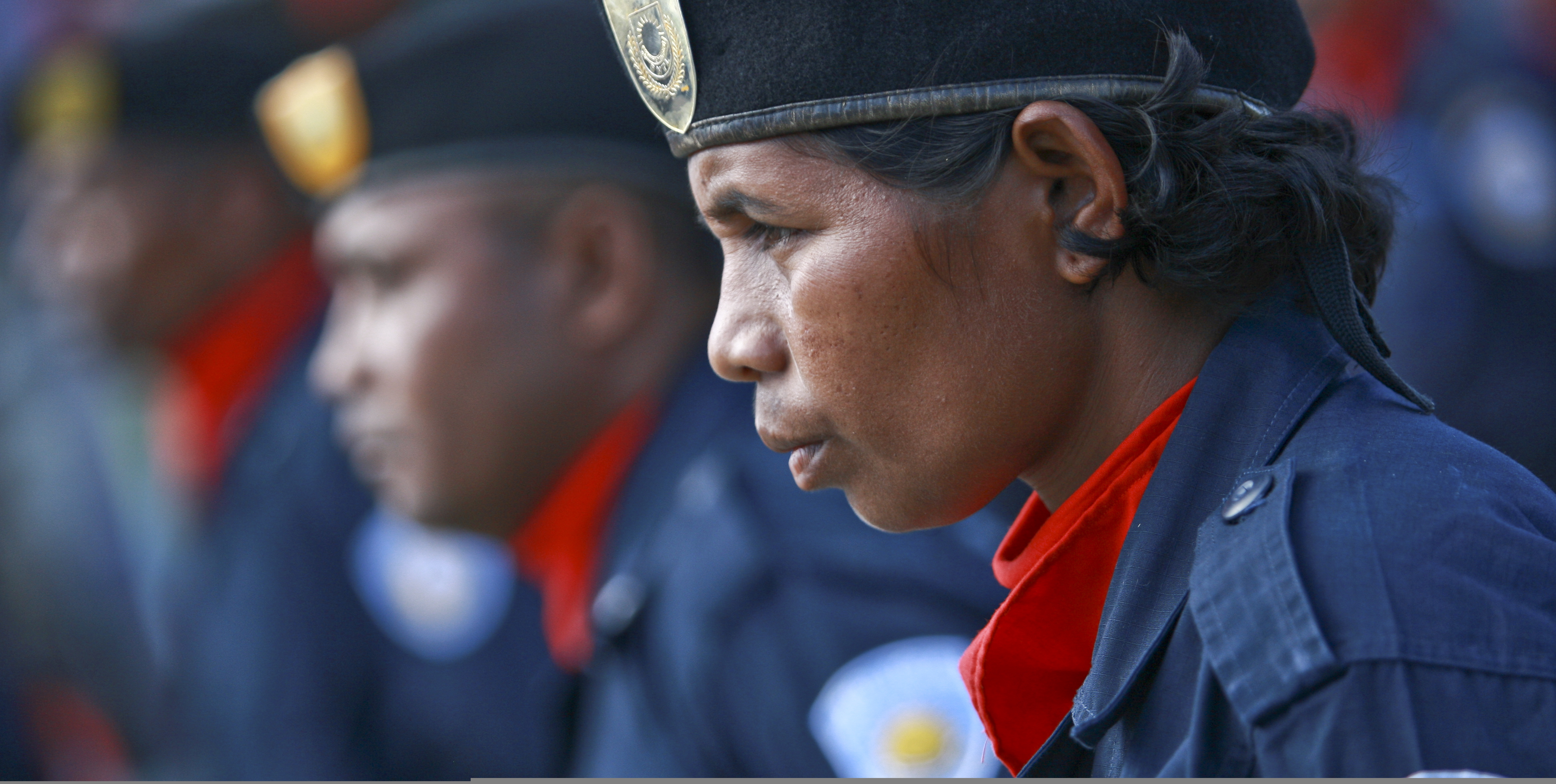
Osttimoresische Polizeibeamtin

Dem Innenministerium untersteht die Nationalpolizei Osttimors, zusammen mit ihren Untergliederungen, wie zum Beispiel der Einwanderungsbehörde (bis 2008), die Grenzpolizei und die Küstenwache, sowie der Zivilschutz mit der Feuerwehr.

## Vizeminister und Staatssekretäre

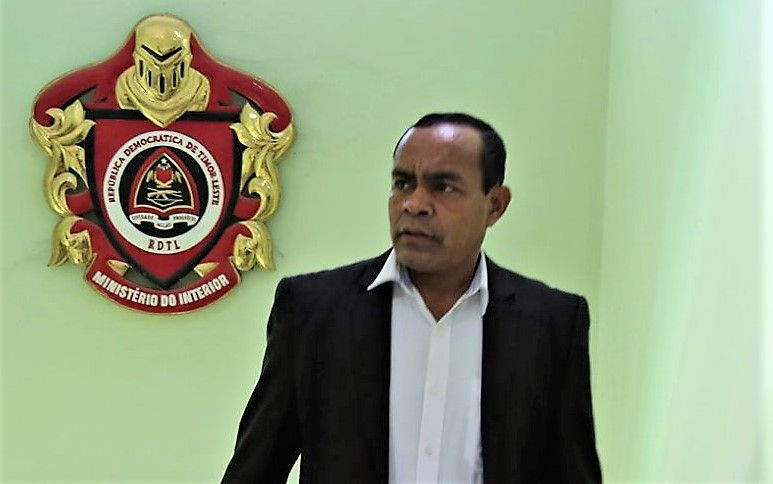
Vizeminister Antonino Armindo im Innenministerium (2020)

| Vizeminister und Staatssekretäre      | |
| Regierung                             | Amt |
| Regierung der FRETILIN/ Exilregierung | Vizeminister für Information, Inneres und Sicherheit |
| I UNTAET                              | nicht besetzt |
| II UNTAET                             | nicht besetzt |
| I.                                    | Vizeminister für Inneres tetum Vise-Ministru Interiór portugiesisch Vice-Ministro do Interior |
| II.                                   | Vizeminister für Inneres tetum Vise-Ministru Interiór portugiesisch Vice-Ministro do Interior |
| III.                                  | Vizeminister für Inneres tetum Vise-Ministru Interiór portugiesisch Vice-Ministro do Interior |
| IV.                                   | Staatssekretär für Sicherheit tetum Sekretáriu Estadu Seguransa portugiesisch Secretário de Estado da Segurança |
| V.                                    | Staatssekretär für Sicherheit tetum Sekretáriu Estadu Seguransa portugiesisch Secretário de Estado da Segurança |
| VI.                                   | nicht besetzt |
| VII.                                  | nicht besetzt |
| VIII.                                 | Vizeminister für Inneres tetum Vise-Ministru Interiór portugiesisch Vice-Ministro do Interior Staatssekretär für Zivilschutz SEPC tetum Sekretáriu Estadu ba Protesaun Sivíl portugiesisch Secretário de Estado da Proteção Civil |